# Сирету (Саучешти)
Сирету (рум. Siretu) насеље је у Румунији у округу Бакау у општини Саучешти. Oпштина се налази на надморској висини од 161 m.

## Становништво
Према подацима из 2002. године у насељу је живело 699 становника, од којих су сви румунске националности.